# Monogami

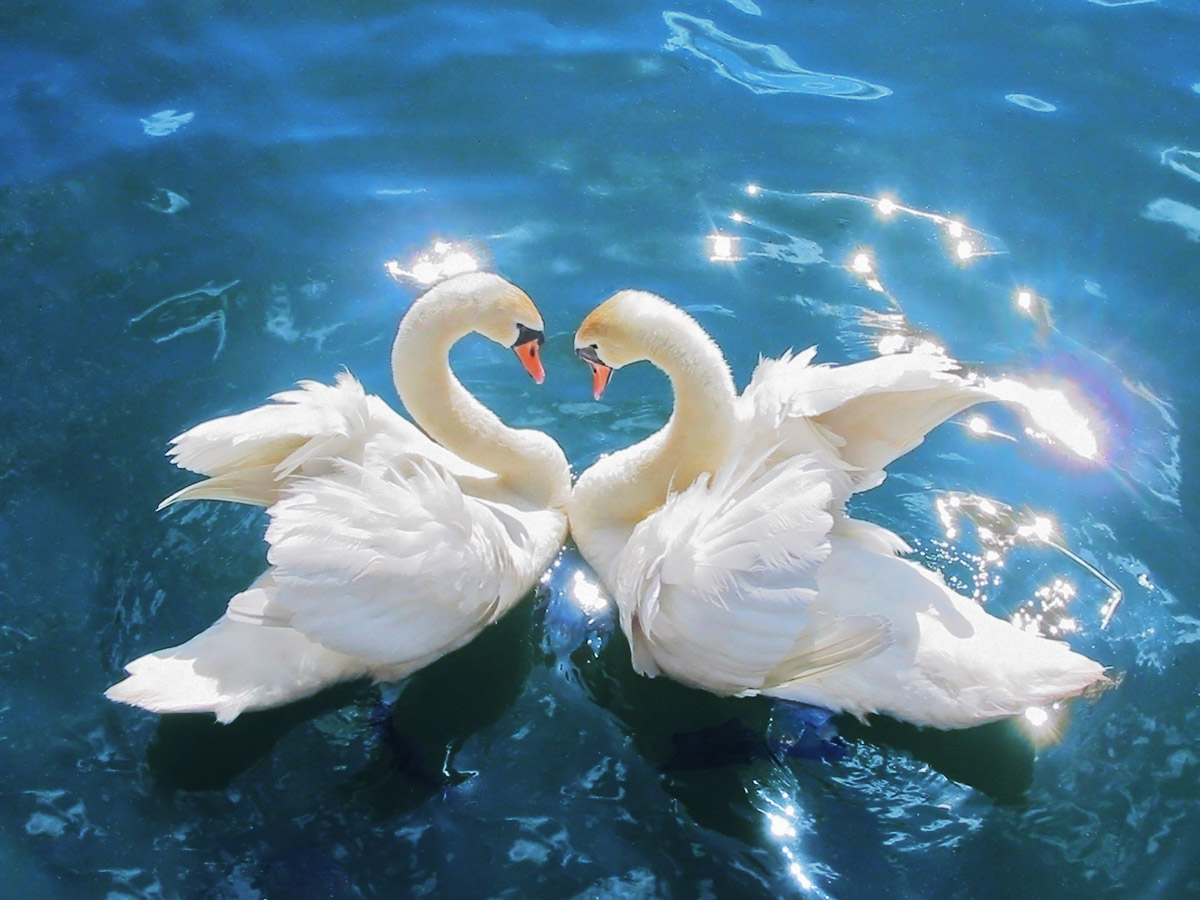
Svanar lever i monogama relationer.

Monogami eller engifte innebär ett äktenskap mellan endast två personer. Monogami har idag också kommit att användas om icke äktenskapliga sexuella förhållande mellan två personer. Historiskt sett har monogami varit mindre vanligt än polygami i världen, men i västvärlden är monogami idag[när?] väl etablerat. Seriell monogami kallas en ordning där det inte är acceptabelt att ha mer än en sexualpartner åt gången (otrohet) men accepterat att ha flera partner under sin livstid.
Monogami används också inom biologin för att beskriva relationer mellan djur. Monogamin i djurriket är i regel sexuell och inte social. DNA-tester visar att avkomma sällan eller aldrig kommer från olika partner. Albatrosser och gibboner är exempel på monogama djurarter.

## Social monogami
Definitionen av social monogami är att en individ endast har en partner åt gången, där partnern tillhör det motsatta könet. Längden på partnerskapet kan variera. I vissa fall är det livslångt, d.v.s. det pågår tills ena partnern dör. I andra fall kan det vara mer kortvarigt, d.v.s. individen har bara en partner åt gången men kan genomföra partnerbyte en eller flera gånger under sin livstid. Livslånga partnerskap är ovanligt, men förekommer. Seriella partnerskap är desto vanligare, och förekommer ofta bland däggdjur, exempelvis människor, och fåglar. Inom många fågelarter skiljs partnerna åt efter parningssäsongen, för att sedan hitta en ny partner inför nästa säsong.
Social monogami har utvecklats med evolutionen. Tre komponenter som tillsammans bidragit till utvecklingen av den sociala monogamin är faderskap, tillgång till resurser och partnerval. Behovet av två föräldrar sägs vara en faktor som kan leda till social monogami. När modern inte på egen hand kan ta hand om ungarna är det troligt att social monogami blir reproduktionssättet. Det kan förklaras genom evolutionen - det är förökningsmässigt gynnsamt att ha en omhändertagande fader och därmed förs denna egenskap vidare till kommande generationer. Även i de fall faderskap inte är kritisk för ungarnas överlevnad, eller när modern kan ta hand om ungarna på egen hand, kan faderskap influera honans val av partner i ett senare skede, och även då leda till social monogami. Att honan väljer hanar med gott faderskap som partner leder alltså till att antalet hanar med social monogami ökar. Om social monogami maximerar produktiviteten för honan kommer hon inte heller vilja dela med sig av sin partner på grund av risken för försämrat faderskap för sina ungar. Därmed ökar tendensen till social monogami ytterligare. För många socialt monogama däggdjur är dock inte faderskap anledningen till att de är just socialt monogama, utan det finns många andra faktorer som kan leda till social monogami.

## Kritiker
Vissa menar att monogami är direkt skadligt på det sociala planet, att det inskränker på människors frihet, är ett av samhället sanktionerat prostitutionsförhållande och så vidare. Monogami, eller snarare den borgerliga familjekonstellationen, kritiserades tidigt av socialister som Friedrich Engels, Alexandra Kollontaj och Emma Goldman. Feminister och queerteoretiker har också länge kritiserat monogami. Dessa kan ibland förespråka alternativa relationsformer, som polyamori eller relationsanarki.
Andra anser att monogami är onaturligt eller orealistiskt, till exempel Sigmund Freud.
Biologisk forskning stöder tesen om sexuell monogami som en ”onaturlig” praktik.

Till den här kategorin av motståndare till monogami hör även de som ser monogami som statistiskt omöjligt. 

## Försvarare
Andra försvarar monogami som en garant för kvinnors rättigheter. Ett flertal feminister i Syd ser lagar som garanterar jämställda monogama äktenskap som frigörande. FN arbetar genom Committee on the Elimination of Discrimination against Women för att enbart tillåta monogama äktenskap världen över, eftersom polygama äktenskap anses vara diskriminerande mot kvinnor.
En annan typ av försvar för monogamin är att monogami befrämjar stabila och kärleksfulla förhållanden. Studier på så kallade "öppna äktenskap"  visar att det i dagens västerländska samhällen för många varit svårt att kombinera monogama äktenskap med sexuell icke-monogami.